# Lars Haukeboe
Lars Haukeboe (ur. 1859, zm. 1922) – gdański kupiec i norweski urzędnik konsularny.
W Gdańsku przebywał od około 1880, gdzie m.in. był współwłaścicielem firmy maklersko-spedycyjnej Wilhelm Ganswindt oraz pełnił funkcję konsula Norwegii (1905-1922).